# Alsodryas
Alsodryas là một chi bướm đêm thuộc họ Gelechiidae.